# 1-(1-Adamantyl)-1-methylethoxycarbonylgruppe

Die Struktur der ADPOC-Schutzgruppe

1-(1-Adamantyl)-1-methylethoxycarbonyl (ADPOC) dient als Schutzgruppe für Amine, beispielsweise bei der Peptidsynthese. Im Vergleich zu ähnlichen Schutzgruppen liegt ihr Vorteil darin, hydrogenolysestabil und schon unter sehr milden sauren Bedingungen abspaltbar zu sein. Dies ist besonders bei Peptidsynthesen interessant, da zu stark saure Bedingungen zur Zersetzung des Peptids führen können.

## Synthese
Die ADPOC-Schutzgruppe kann ausgehend von Adamantan-1-carbonsäure in mehreren Synthesestufen hergestellt werden. Im ersten Schritt wird zunächst mit Phosphor(V)-chlorid das Carbonsäurechlorid gebildet, welches mit Ethanol entsprechenden Ethylester umgesetzt wird. Mit zwei Äquivalenten des aus Methyliodid gebildeten Grignard-Reagenzes wird der Ester im zweiten Schritt zu einem Alkohol umgesetzt, der anschließend mit Chlorameisensäurephenylester zu einem zweiten Ester umgesetzt wird. Dieser Ester kann nun zum Schutz eines Amins eingesetzt werden.

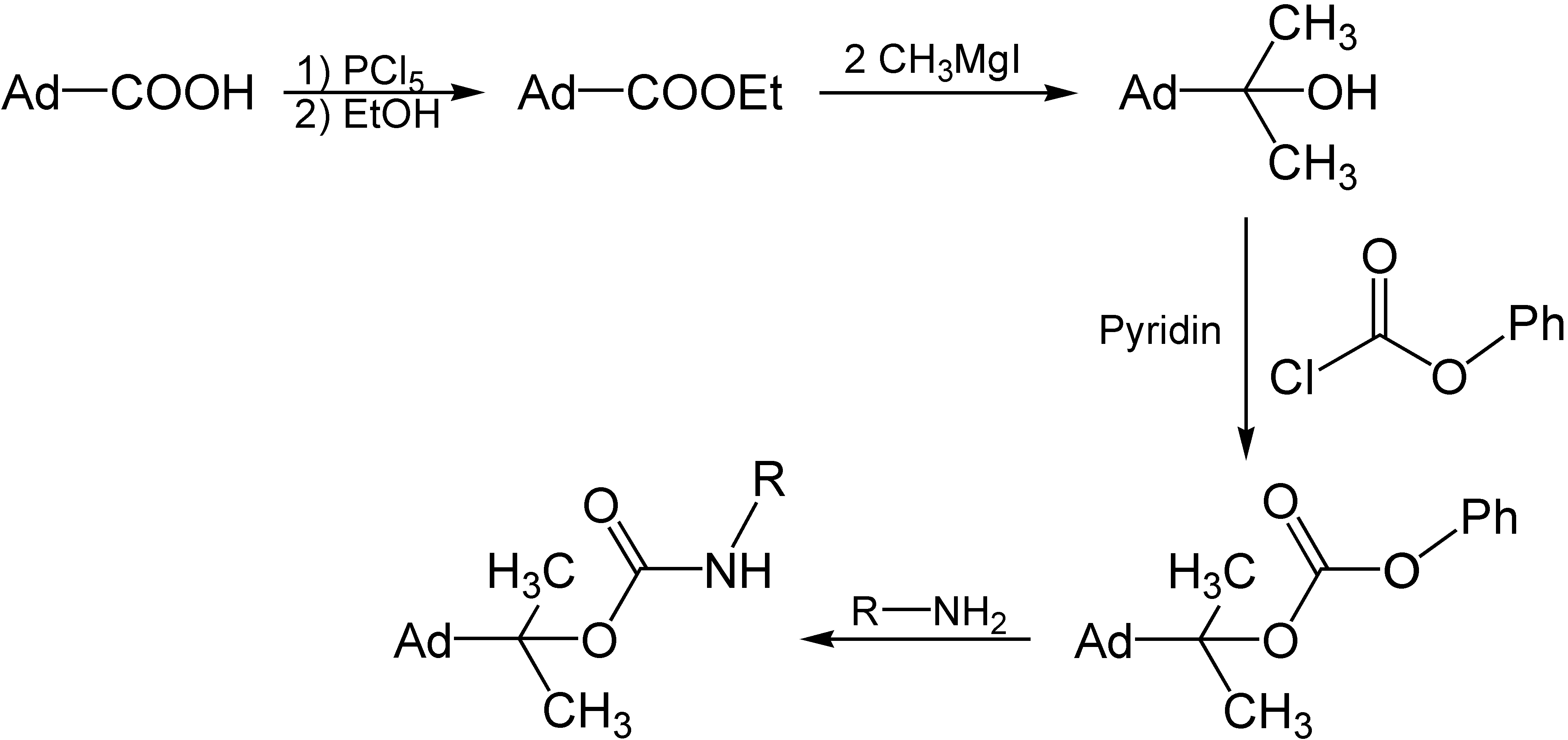
Synthese eines ADPOC-geschützten Amins. Ad = 1-Adamantyl, Ph = Phenyl.

Nachteile dieses Syntheseweges sind als Nebenprodukt Phenol anfällt, das über mehrere Kristallisationsschritte aus dem Produkt entfernt werden muss, sowie die geringen Ausbeuten und die Reaktionsbedingungen (50 °C), die zum Zerfall des eingesetzten Peptids führen können. Ein weiterer Syntheseweg, der dieses Problem umgeht, geht von der Herstellung eines Fluorderivats des ADPOC aus. Hierzu wird der Alkohol mit Fluorameisensäurechlorid umgesetzt, wobei sich das ADPOC-Fluorid bildet. Dieses kann schon bei deutlich niedrigeren Temperaturen (−40 °C) zum Schutz eingesetzt werden und liefert zudem auch bessere Ausbeuten.

## Externe Links zu erwähnten Verbindungen
1. ↑  Externe Identifikatoren von bzw. Datenbank-Links zu Adamantan-1-carbonsäure:  CAS-Nr.: 828-51-3, EG-Nr.: 212-584-6, ECHA-InfoCard: 100.011.440, PubChem: 13235, ChemSpider: 12680, Wikidata: Q69758010.